# Millepertuis
Hypericum
Genre
Classification APG III (2009)
Hypericum (les millepertuis) est un genre de plantes à fleurs de la famille des Hypericaceae. Il est composé d'environ 400 espèces présentes dans toutes les parties du monde sauf les régions arctiques. Ils sont absents des zones désertiques. Sous les tropiques, ce sont des espèces montagnardes.
Les millepertuis sont rattachés à la famille des Hypéricacées selon la classification phylogénétique APG III (2009) ou à celle des Clusiacées selon la classification classique de Cronquist (1981).

## Étymologie

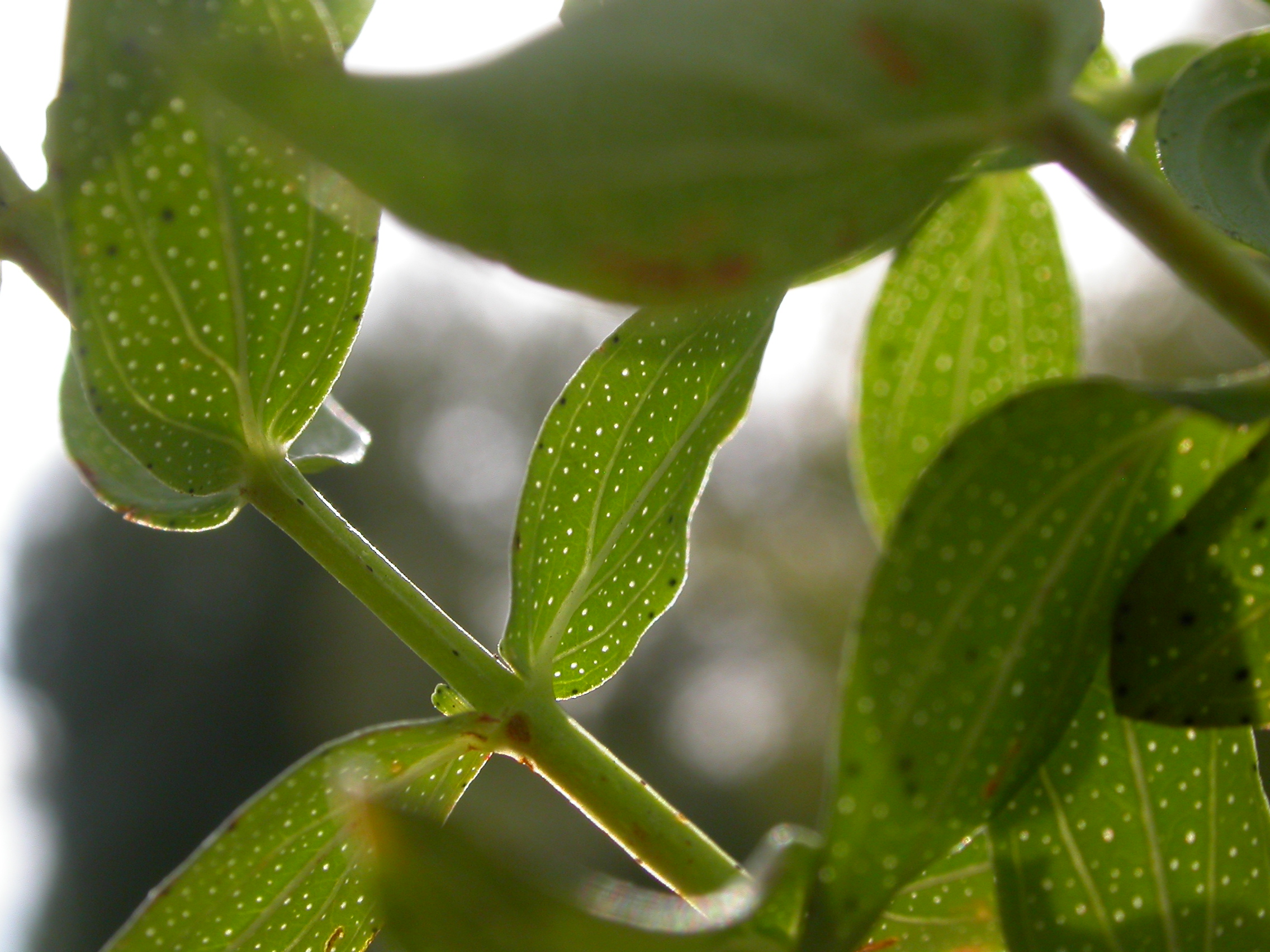
Les points noirs et les ponctuations translucides correspondent respectivement à la fraction liquide et volatile d'une huile essentielle.

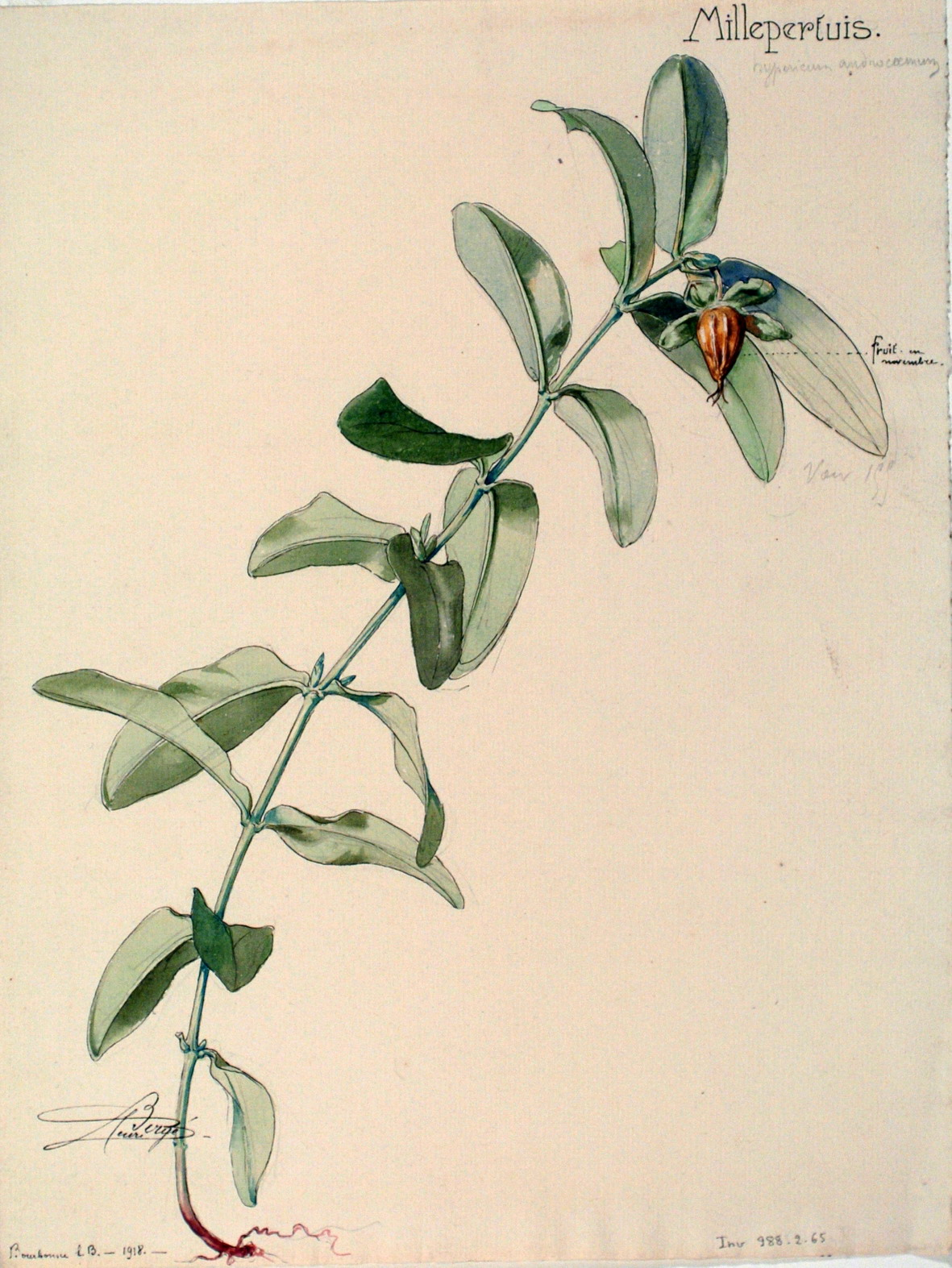
Dessin botanique d'Henri Bergé d'une plante de millepertuis.

Millepertuis signifie « mille trous », provenant de l'ancien français pertuis « trou », en référence à la feuille de certaines espèces (notamment l'espèce commune européenne Hypericum perforatum, le millepertuis perforé) qui semble percée de nombreux petits trous quand on observe les feuilles par transparence. En fait, ils correspondent à des glandes translucides donnant l'impression d'une multitude de minuscules perforations (mille étant une exagération), qui renferment la fraction volatile d'une huile essentielle, contenant une quarantaine de constituants chimiques
identifiés, dont l'hypéricine (en) et l'hyperforine (en), composés chimiques servant de défense contre les herbivores. Les hypéricines sont des pigments rouges photosensibilisants, qui donnent une coloration rouge-noirâtre au suc des poches sécrétrices correspondant aux ponctuations noirâtres des feuilles et des fleurs, alors que les poches translucides contiennent l'huile essentielle sous forme volatile.

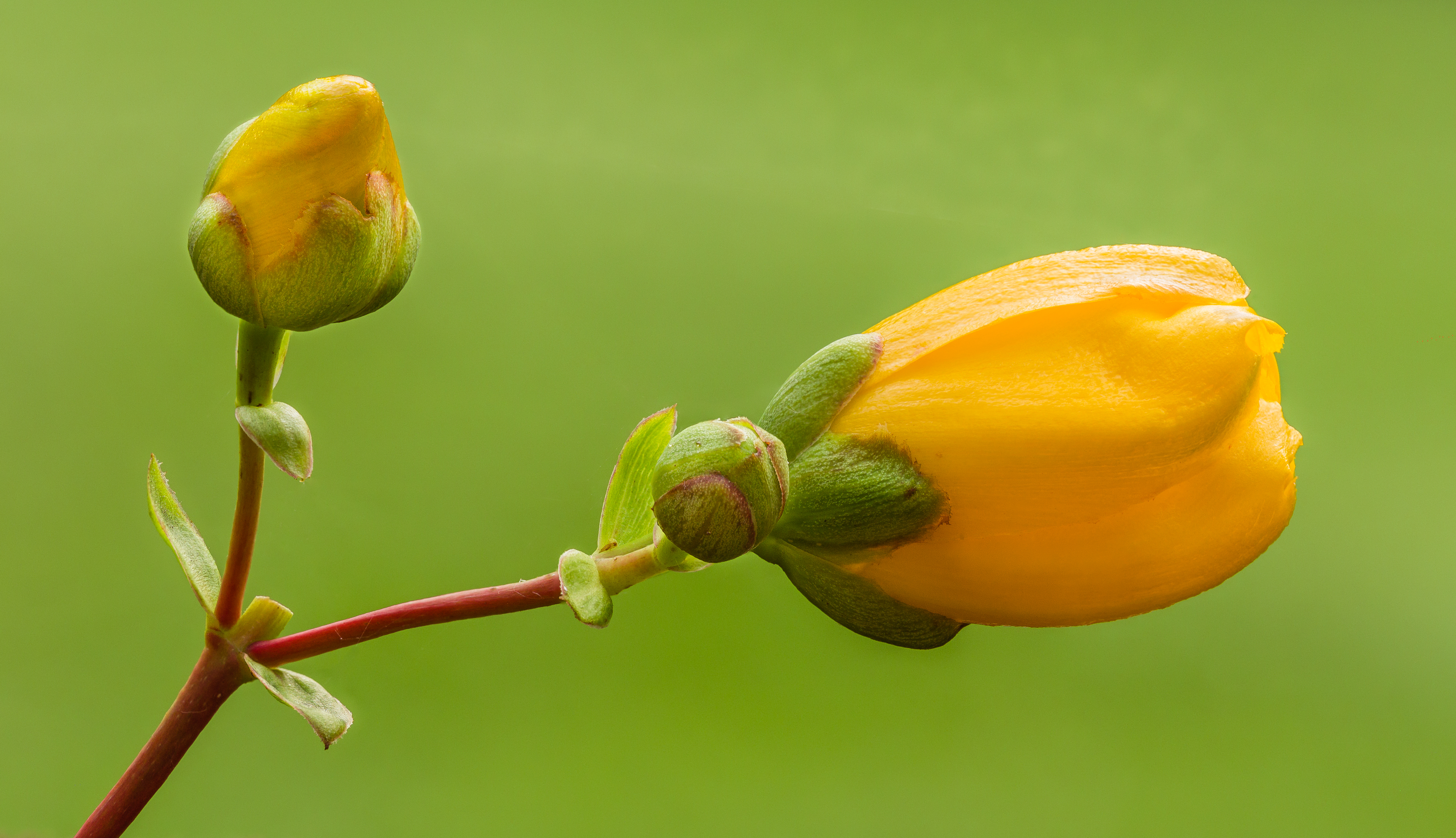
Trois boutons floraux d'un hypericum (Hypericum) à différents stades de développement.

Le nom de genre Hypericum vient du grec hupo « presque », et ériké, « bruyère », en référence à certaines espèces qui évoquent des bruyères.

## Description
Les millepertuis sont le plus souvent des plantes herbacées, annuelles ou vivaces. Ce sont aussi parfois des arbustes ou même des petits arbres (Hypericum lanceolatum) pouvant atteindre une dizaine de mètres de hauteur.
Les feuilles sont simples, opposées, de forme ovale à lancéolée. Les fleurs, d'un jaune plus ou moins vif, possèdent cinq pétales (rarement quatre) et de nombreuses étamines. Les fruits sont généralement des capsules sèches qui éclatent à maturité en libérant un grand nombre de très petites graines, mais il existe des espèces à fruits charnus (Hypericum androsaemum).

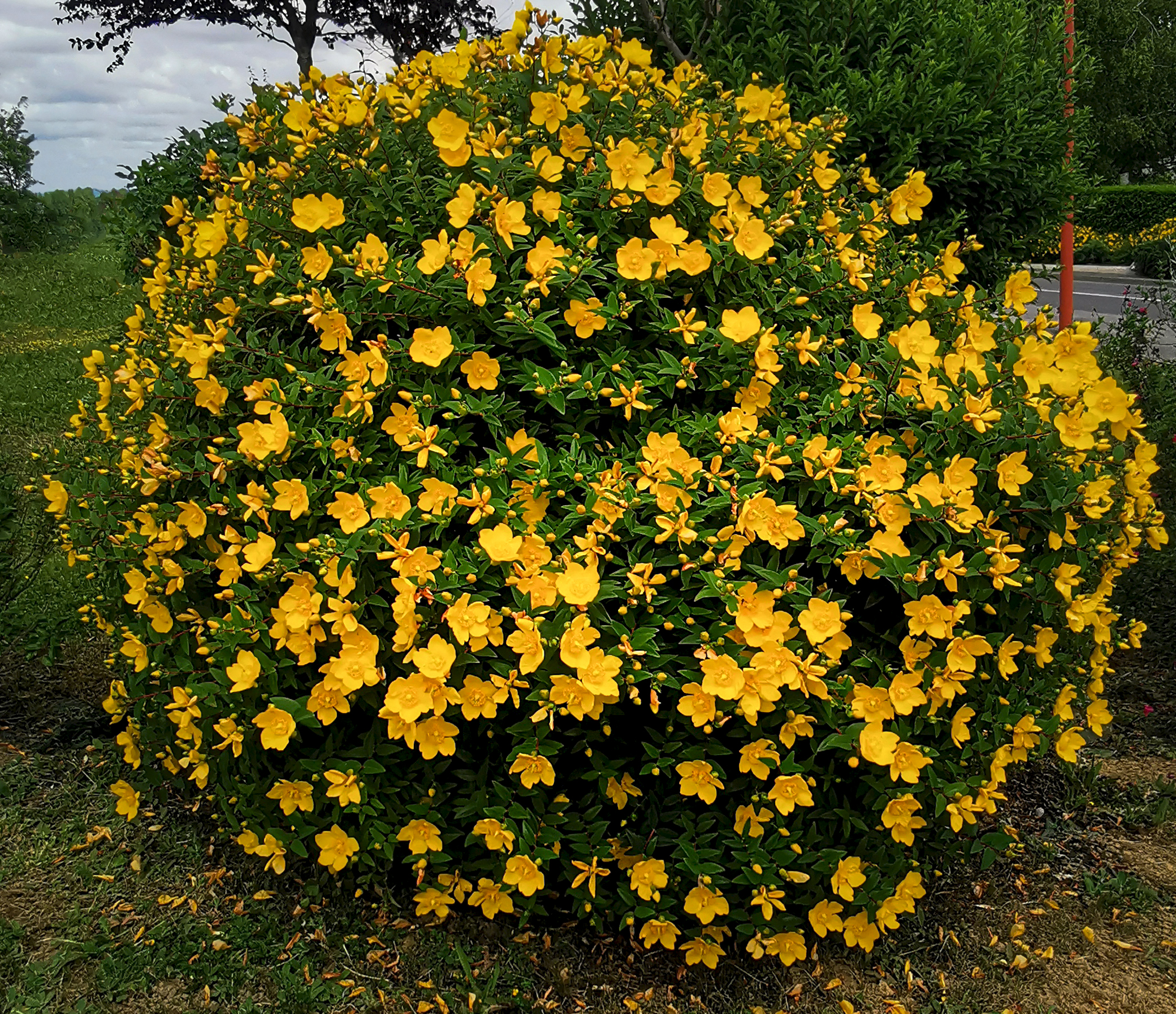
Hypericum patulum.
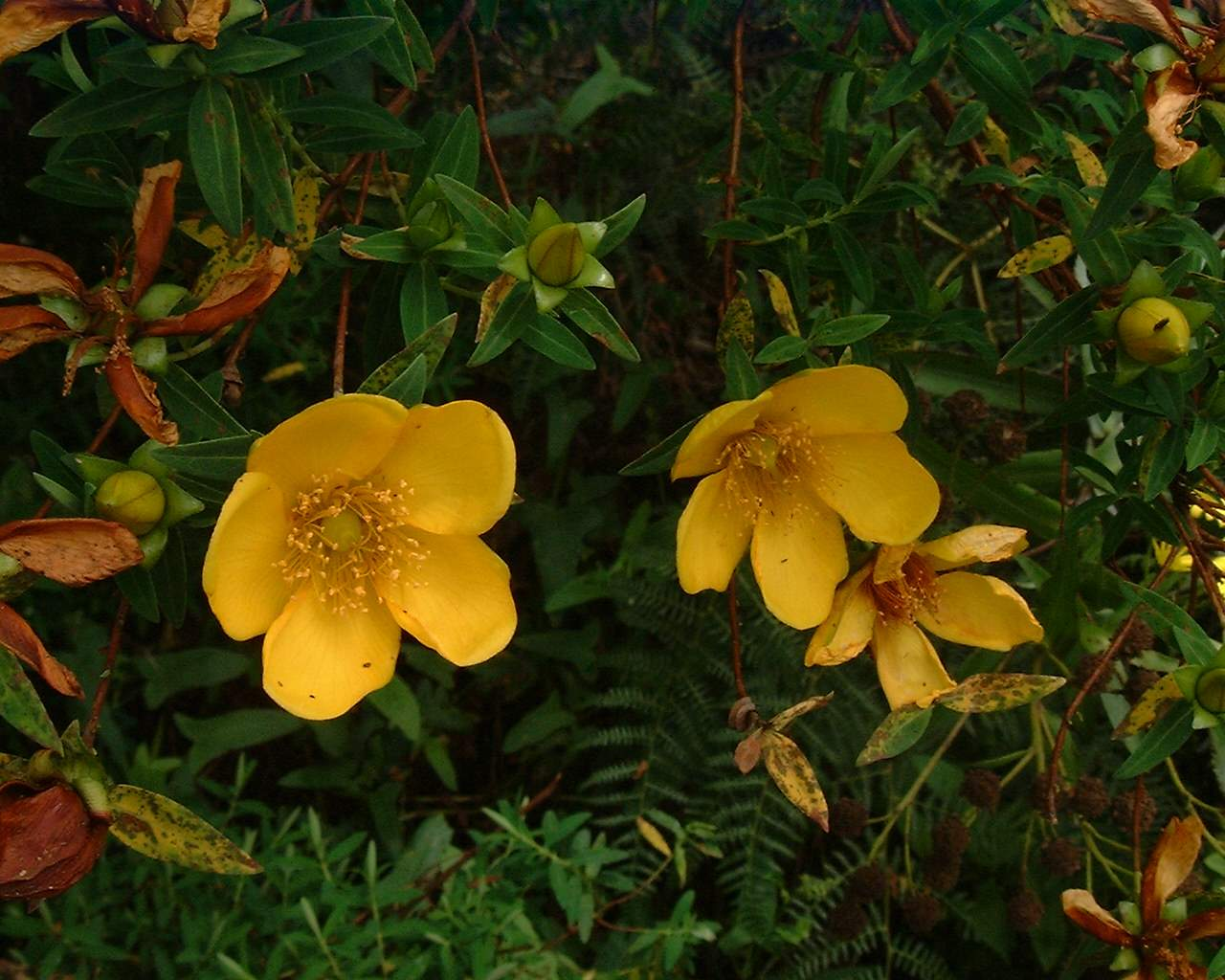
Fleurs et boutons floraux du Fleur jaune (H. lanceolatum).
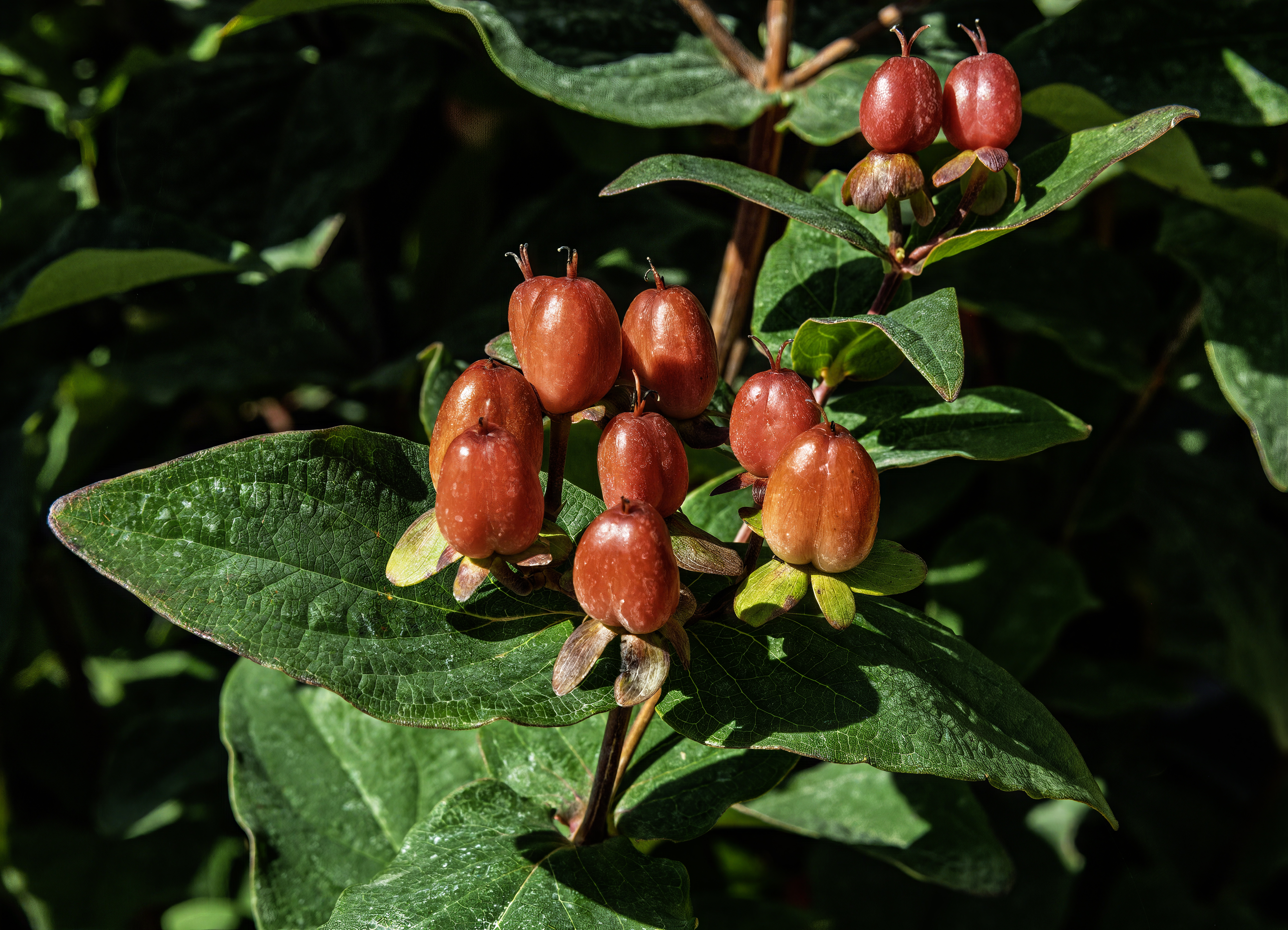
Fruits charnus du Millepertuis androsème (H. androsaemum).

## Usages
De nombreuses variétés et cultivars ont été développés en horticulture comme Hypericum × moserianum (H. calycinum × H. patulum) ou comme Hypericum calycinum 'Hidcote'.
En raison de ses interactions pharmacologiques (inducteur enzymatique), le millepertuis ne doit pas être utilisé lors d'un traitement contraceptif oral (baisse de l'efficacité par induction métabolique), ni lors d'un traitement contre le cancer (baisse de l'efficacité pouvant aller jusqu'à la mort), ni lors de la prise de certains traitements utilisés contre le VIH (inhibiteurs de protéase) ou de certains traitements utilisés en psychiatrie (type neuroleptiques comme Aripriprazole). Il existe plusieurs contre-indications dont en particulier les problèmes cardiaques, le millepertuis ayant la particularité de provoquer arythmie et tachycardie chez certains sujets.

## Utilisation médicinale
Les extraits et préparations phytothérapiques connus et commercialisés sous le nom de « millepertuis », utilisés dans le traitement de  dépressions légères à modérées et de troubles de l'humeur, sont tirés exclusivement de l'espèce Hypericum perforatum. Quelques autres représentants du genre Hypericum peuvent localement être employés dans le domaine de la santé mais la plupart des espèces de millepertuis ne connaissent aucun usage médical.

## Espèces
Selon The Plant List (16 nov 2017) :
- Hypericum abilianum N.Robson
- Hypericum aciculare Kunth
- Hypericum acmosepalum N. Robson
- Hypericum acostanum Steyerm. ex N. Robson
- Hypericum addingtonii N. Robson
- Hypericum adpressum W.P.C.Barton
- Hypericum adsharicum (Woronow) A.P. Khokhr.
- Hypericum afromontanum Bullock
- Hypericum alpigenum Kit.
- Hypericum anagalloides Cham. & Schltdl.
- Hypericum andinum Gleason
- Hypericum andjerinum Font Quer & Pau
- Hypericum androsaemum L. - millepertuis androsème
- Hypericum aphyllum Lundell
- Hypericum apiculatum (N. Robson) Sennikov
- Hypericum ardasenowii R. Keller & Albov
- Hypericum ascyron L.
- Hypericum asplundii N. Robson
- Hypericum attenuatum Fisch. ex Choisy
- Hypericum augustinii N. Robson
- Hypericum australe Ten.
- Hypericum austroyunnanicum L.H. Wu & D.P. Yang
- Hypericum baccharoides Cuatrec.
- Hypericum balearicum L.
- Hypericum beanii N. Robson
- Hypericum bellum H.L. Li
- Hypericum bequaertii De Wild.
- Hypericum bojerianum H. Perrier
- Hypericum brachyphyllum (Spach) Steud.
- Hypericum brasiliense Choisy
- Hypericum brathys Sm.
- Hypericum brevistylum Choisy
- Hypericum caespitosum Cham. & Schltdl.
- Hypericum callacallanum N. Robson
- Hypericum callinum Rose
- Hypericum calycinum L. - millepertuis à grandes fleurs, millepertuis arbustif
- Hypericum campestre Cham. & Schltdl.
- Hypericum canadense L.
- Hypericum caprifoliatum Cham. & Schltdl.
- Hypericum caracasanum Willd.
- Hypericum cardonae Cuatrec.
- Hypericum carinatum Griseb.
- Hypericum carinosum R.Keller
- Hypericum cassiopiforme N. Robson
- Hypericum castellanoi N.Robson
- Hypericum caucasicum Gorschk.
- Hypericum cavernicola L.B. Sm.
- Hypericum chamaemyrtus Triana & Planch.
- Hypericum chamaenerium (Spach) Steud.
- Hypericum choisyanum Wall. ex N. Robson
- Hypericum cohaerens N. Robson
- Hypericum collinum Schltdl. & Cham.
- Hypericum connatum Lam.
- Hypericum cordatum (Vell.) N. Robson
- Hypericum cumulicola (Small) P.B. Adams
- Hypericum curvisepalum N. Robson
- Hypericum daliense N. Robson
- Hypericum decandrum Turcz.
- Hypericum denticulatum Walter
- Hypericum denudatum A. St.-Hil.
- Hypericum desetangsii Lamotte
- Hypericum diosmoides Griseb.
- Hypericum dissimulatum E.P. Bicknell
- Hypericum drummondii (Grev. & Hook.) Torr. & A. Gray
- Hypericum eastwoodianum I.M.Johnst.
- Hypericum edisonianum (Small) W.P. Adams & N. Robson
- Hypericum elatoides R. Keller
- Hypericum elegans Stephan ex Willd.
- Hypericum elodeoides Choisy
- Hypericum elodes - millepertuis des marais
- Hypericum elongatum Ledeb.
- Hypericum empetrifolium Willd.
- Hypericum enshiense L.H. Wu & F.S. Wang
- Hypericum epigeium R. Keller
- Hypericum erectum Thunb.
- Hypericum ericifolium Steyerm.
- Hypericum faberi R. Keller
- Hypericum formosanum Maxim.
- Hypericum formosum Kunth
- Hypericum forrestii (Chitt.) N. Robson
- Hypericum galinum S.F. Blake
- Hypericum garciae Pierce
- Hypericum geminiflorum Hemsl.
- Hypericum glandulosum L.
- Hypericum globuliferum R. Keller
- Hypericum gnidioides Seem.
- Hypericum gramineum G.Forst.
- Hypericum griffithii Hook. f. & Thomson ex Dyer
- Hypericum gymnanthum Engelm. & A. Gray
- Hypericum harlingii N. Robson
- Hypericum hartwegii Benth.
- Hypericum hengshanense W.T. Wang
- Hypericum henryi H.Lév. & Vaniot
- Hypericum himalaicum N. Robson
- Hypericum hirsutum L. - millepertuis hérissé
- Hypericum hookerianum Wight & Arn.
- Hypericum hubeiense L.H. Wu & D.P. Yang
- Hypericum humbertii Staner
- Hypericum humboldtianum Steud.
- Hypericum humifusum L. - millepertuis couché
- Hypericum hypericoides (L.) Crantz
- Hypericum hyssopifolium Chaix
- Hypericum inodorum Mill.
- Hypericum iwatelittorale H.Koidz.
- Hypericum jahnii R.Keller
- Hypericum japonicum Thunb.
- Hypericum juniperinum Kunth
- Hypericum kalmianum L.
- Hypericum keniense Schweinf.
- Hypericum kiboense Oliv.
- Hypericum kingdonii N. Robson
- Hypericum kouytchense H.Lév.
- Hypericum lagarocladum N. Robson
- Hypericum lalandii Choisy
- Hypericum lancasteri N. Robson
- Hypericum lanceolatum Lam.
- Hypericum lancifolium Gleason
- Hypericum lancioides Cuatrec.
- Hypericum laricifolium Juss.
- Hypericum laricoides Gleason
- Hypericum laschii A.Fröhl.
- Hypericum latisepalum (N. Robson) N. Robson
- Hypericum legrandii L.B. Sm.
- Hypericum linarioides Bosse
- Hypericum linoides A. St.-Hil.
- Hypericum llanganaticum N. Robson
- Hypericum lloydii (Svenson) P.B.Adams
- Hypericum longistylum Oliv.
- Hypericum lorentzianum Gilg ex R. Keller
- Hypericum loxense Benth.
- Hypericum ludlowii N. Robson
- Hypericum lydium Boiss.
- Hypericum maclarenii N. Robson
- Hypericum maculatum Crantz - millepertuis taché
- Hypericum magdalenicum N.Robson
- Hypericum magniflorum Cuatrec.
- Hypericum maguirei N. Robson
- Hypericum majus (A.Gray) Britton
- Hypericum marahuacanum N.Robson
- Hypericum matangense N. Robson
- Hypericum medium Peterm.
- Hypericum meridense Steyerm.
- Hypericum mexicanum L.
- Hypericum microlicioides L.B. Sm.
- Hypericum momoseanum Makino
- Hypericum monanthemum Hook. f. & Thomson ex Dyer
- Hypericum monogynum L.
- Hypericum montanum L. - millepertuis des montagnes
- Hypericum montbretii Spach
- Hypericum moranense Kunth
- Hypericum mutilum L.
- Hypericum myrianthum Cham. & Schltdl.
- Hypericum nagasawae Hayata
- Hypericum nakamurae (Masam.) N. Robson
- Hypericum naudinianum Coss. & Durieu
- Hypericum nokoense Ohwi
- Hypericum nummularium  L.- millepertuis à sous
- Hypericum nummularioides Trautv.
- Hypericum oaxacanum R. Keller
- Hypericum oligandrum Milne-Redh.
- Hypericum orientale L.
- Hypericum olympicum - millepertuis du Mont-Olympe
- Hypericum paramitanum N.Robson
- Hypericum parvulum Greene
- Hypericum patulum Thunb.
- Hypericum pauciflorum Kunth
- Hypericum paucifolium S. Watson
- Hypericum pedersenii N.Robson
- Hypericum peplidifolium A.Rich.
- Hypericum perfoliatum L. - millepertuis perfolié
- Hypericum perforatum L. - millepertuis perforé
- Hypericum petiolulatum Hook. f. & Thomson ex Dyer
- Hypericum phellos Gleason
- Hypericum philonotis Cham. & Schltdl.
- Hypericum pimeleoides Planch. & Linden ex Triana & Planch.
- Hypericum piriai Arechav.
- Hypericum platyphyllum Gleason
- Hypericum polyanthemum Klotzsch ex Reichardt
- Hypericum polygonifolium Rupr.
- Hypericum pratense Cham. & Schltdl.
- Hypericum prattii Hemsl.
- Hypericum prietoi N. Robson
- Hypericum pringlei S. Watson
- Hypericum pruinatum Boiss. & Balansa
- Hypericum przewalskii Maxim.
- Hypericum pseudobrathys Turcz.
- Hypericum pseudohenryi N. Robson
- Hypericum pseudomaculatum Bush
- Hypericum pubescens Boiss.
- Hypericum pulchrum L. - millepertuis élégant
- Hypericum pumilum Sessé & Moc.
- Hypericum punctatum Lam.
- Hypericum quitense R. Keller
- Hypericum racemosum (Kuntze) Sennikov
- Hypericum recurvum N. Robson
- Hypericum reptans Hook. f. & Thomson ex Dyer
- Hypericum revolutum Vahl
- Hypericum richeri - millepertuis de Richer
- Hypericum rigidum A. St.-Hil.
- Hypericum roeperianum Schimp. ex A.Rich.
- Hypericum roraimense Gleason
- Hypericum rubritinctum N. Robson
- Hypericum ruscoides Cuatrec.
- Hypericum salvadorense N. Robson
- Hypericum sampsonii Hance
- Hypericum scabrum L.
- Hypericum scioanum Chiov.
- Hypericum scouleri Hook.
- Hypericum seleri Keller
- Hypericum seniawinii Maxim.
- Hypericum setosum L.
- Hypericum silenoides Juss.
- Hypericum songaricum Ledeb. ex Rchb.
- Hypericum spathulatum (Spach) Steud.
- Hypericum sprucei N. Robson
- Hypericum stans (Michx. ex Willd.) W.P. Adams & N. Robson
- Hypericum stellatum N. Robson
- Hypericum stenopetalum Turcz.
- Hypericum strictum Kunth
- Hypericum struthiolifolium Juss.
- Hypericum stuebelii Hieron.
- Hypericum styphelioides A. Rich.
- Hypericum subalatum Hayata
- Hypericum subcordatum (R. Keller) N. Robson
- Hypericum subsessile N. Robson
- Hypericum taihezanense Sasaki ex S. Suzuki
- Hypericum tamamum Cuatrec.
- Hypericum teretiusculum A. St.-Hil.
- Hypericum ternum A. St.-Hil.
- Hypericum tetrapterum Fr.
- Hypericum thesiifolium Kunth
- Hypericum thuyoides Kunth
- Hypericum tomentosum L.
- Hypericum tosaense Makino
- Hypericum trigonum Hand.-Mazz.
- Hypericum triquetrifolium Turra
- Hypericum undulatum Schousb. ex Willd.
- Hypericum uralum Buch.-Ham. ex D. Don
- Hypericum wardianum N. Robson
- Hypericum wightianum Wall. ex Wight & Arn.
- Hypericum wilsonii N. Robson
- Hypericum wurdackii N. Robson
- Hypericum xylosteifolium N. Robson
- Hypericum yezoense Maxim.